# Abbaye de Saint-Antoine
L'abbaye de Saint-Antoine a été l'abbaye-mère de l'ordre hospitalier de Saint-Antoine avant d'être un bien des Hospitaliers de l'ordre de Saint-Jean de Jérusalem lors de la réunion des hospitaliers de Saint-Antoine avec les Hospitaliers de Saint-Jean de Jérusalem. Elle est située à Saint-Antoine-l'Abbaye, dans le département de l'Isère, en France. Elle comprend une église abbatiale et des locaux qui abritait les logements des moines.

## Historique

### Les origines

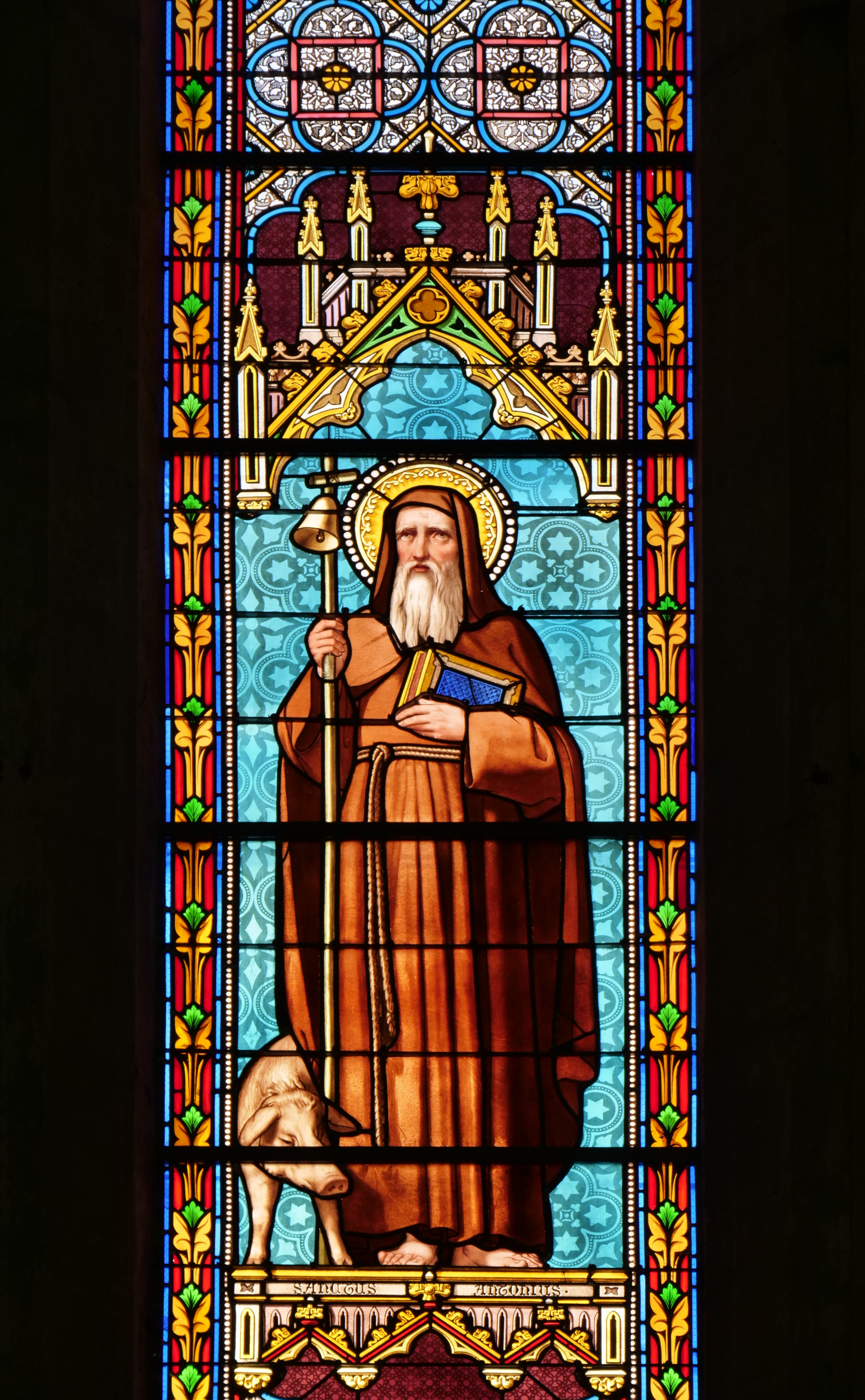
Vitrail de saint Antoine par Louis-Victor Gesta.

Un chevalier du nom de Jocelin de Châteauneuf, fils du seigneur de la Motte-Saint-Didier en Viennois , il aurait été guéri par saint Antoine qui lui serait apparu et lui aurait demandé de tenir la promesse qu'il avait faite d'accomplir le pèlerinage en Terre sainte et de rapporter ses reliques d'anachorète de Thébaïde qui avait vaincu les feux de la tentation. Il est parti vers 1074, avec Guigues Didier. Jocelin a entrepris de construire une église plus grande mais est mort avant qu'elle soit très avancée. Son beau-frère Guigues Didier a continué les travaux. Le pape a ordonné que les reliques soient déposées dans un lieu favorable au culte. Guigues Didier a appelé des moines de l'abbaye de Montmajour et leur fit une donation en 1083 pour exercer des fonctions curiales dans la paroisse Notre-Dame et l'église Saint-Didier du château.
Peu après, l'évêque de Valence Gontard, administrateur de l'Église de Vienne alors vacante, autorise les moines bénédictins de l'abbaye de Montmajour à établir un prieuré à Saint-Antoine. En 1088, les moines de Montmajour s'installèrent donc à Saint-Antoine et commencèrent la construction du prieuré et de l'église romane. Le pape Urbain II les autorisa à déposer les reliques de saint Antoine dans leur église. Cette première église fut consacrée par le pape Calixte II le 20 mars 1119. Guigues Didier est présent à cette consécration et jure d'observer les privilèges accordés par le pape à la nouvelle église consacrée « à la louange et au nom de la sainte et indivisible Trinité, en l'honneur de la Bienheureuse Marie toujours vierge, et sous le patronage de saint Antoine ».
Une épidémie[Laquelle ?] frappe alors[Quand ?] l'Europe, donnant aux malades l'impression d'être brûlés vifs et gangrenant rapidement leurs membres qui, sans hémorragie, se séparaient du reste de leur corps. On est alors venu sur ses reliques demander la protection de saint Antoine qui avait résisté aux feux de la tentation. En 1089 un jeune noble, Guérin de Valloire, atteint par le feu sacré, fait vœu, en cas de guérison, de se consacrer aux malades. Il est sauvé et avec son père Gaston, fonde une communauté. Ils créent vers 1095 une communauté de frères séculiers connue sous le nom de compagnie charitable des frères de l'aumône, et fondent un hospice et une maison de l'Aumône à proximité du prieuré. On y soigne les maladies contagieuses, la lèpre, la peste bubonique ou mal des ardents et le feu de Saint-Antoine, ignis sacer ou « feu sacré ».

### L'abbaye consacrée à saint Antoine
En 1191, un différend s'est élevé entre les bénédictins et le grand maître des Antonins, Pierre Soffred, sur le droit d'envoyer des quêteurs au nom de saint Antoine. Les Antonins jusque-là devaient suivre les offices dans l'église prieurale. Ils souhaitèrent la construction d'une chapelle mais les bénédictins y firent opposition. Les bénédictins voulaient reconstruire la grande église et ils commencèrent par l'abside. Le grand maître des Antonins, Falque Ier obtint de l'archevêque de Vienne, Humbert II, la possibilité de construire une église dédiée à Notre-Dame, le 29 janvier 1208/1209, mais avec une limitation des dimensions.
À la fin du XIIe siècle, les Antonins ont déjà neuf commanderies dans le Dauphiné, la commanderie de Sant'Antonio di Ranverso (Saint-Antoine de Ranverso) construite en 1188, dans le Val de Suse. Ils ont essaimé jusqu'en Hongrie. De nombreuses personnalités sont venues visiter l'abbaye et prier sur les reliques de saint Antoine. Le plus ancien personnage cité, vers 1200, est saint Hugues de Lincoln.
En 1218, Honorius III autorise les frères à prononcer les trois vœux religieux.
Vers 1231, les Antonins deviennent indépendants des bénédictins. En 1247, le pape Innocent IV leur imposa la règle des chanoines de saint Augustin.
En 1256, le pape Alexandre IV autorisa les hospitaliers de Saint-Antoine à construire un hôpital aux portes du prieuré bénédictin. Cet hôpital devait être le Grand hôpital ou hôpital des démembrés qui accueillait les malades atteints du « mal des ardents ». Progressivement abandonné, il a été démoli en 1655.
Les différends entre les bénédictins et les antonins vont aller en augmentant. En 1273, ils vont jusqu'en cour de Rome concernant les dons et les legs faits aux antonins.
Les bénédictins commencèrent la nouvelle grande église par le chœur à la fin du XIIIe siècle, mais les travaux s'arrêtèrent quand ils quittèrent Saint-Antoine.

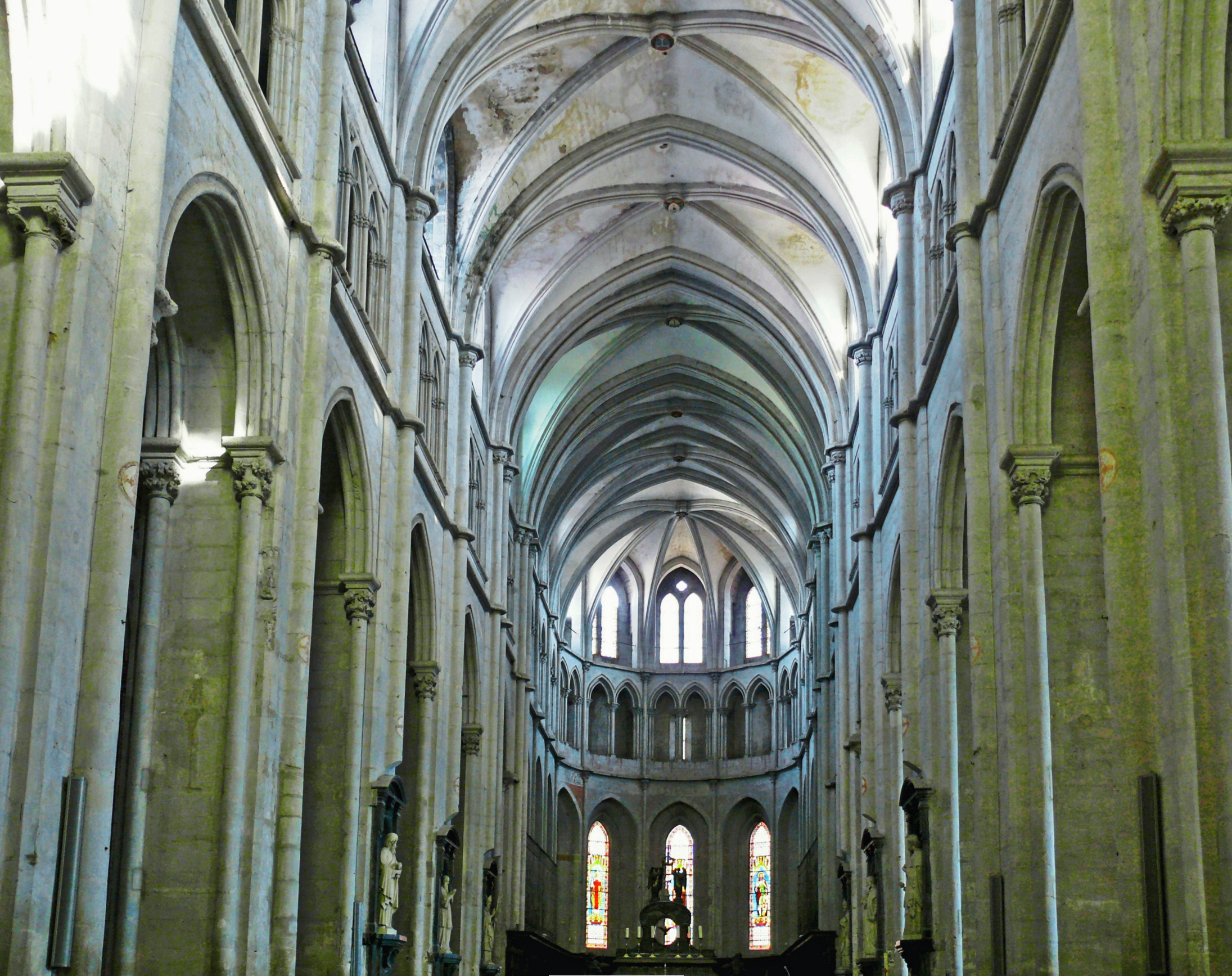
La nef vers le chœur.

En 1289, Aymon de Montagne, grand maître des antonins, obtint de l'abbé de Montmajour, Étienne de Sola de Montarene, la libre et entière possession du prieuré bénédictin de Saint-Antoine, sa vie durant. Quelque temps auparavant, il avait acheté à Aymar de Châteauneuf la seigneurie.
Les bénédictins sont chassés du prieuré de Saint-Antoine par un coup de main dirigé par Pierre de Parnans, gentilhomme de la maison de l'Aumône et des hommes d'armes. Les antonins deviennent alors responsables de tout le service religieux de la paroisse.
En 1293, l'abbé de Montmajour demanda à l'archevêque de Vienne de rétablir son abbaye à Saint-Antoine. De cette expulsion va naître une querelle pour savoir où se trouvaient les reliques de saint Antoine, à l'abbaye de Saint-Antoine ou à l'église Saint-Julien d'Arles où elles auraient été déposées le 9 janvier 1490 par les moines de Montmajour.
Le prieuré de Saint-Antoine est érigé en abbaye chef d'ordre par le pape Boniface VIII le 10 juin 1297. Pour dédommager l'abbaye de Montmajour de la perte du prieuré de Saint-Antoine, le pape obligea les Antonins à payer à l'abbaye de Montmajour une pension annuelle de 1 300 livres tournois. Aymon de Montagne en devint le premier abbé. L'ordre hospitalier de Saint-Antoine possédait alors de nombreuses maisons et commanderies, même dans des régions lointaines.
En 1317, son successeur, Ponce d'Alairac, a trouvé le monastère lourdement chargé de dettes par suite des négociations pour acquérir la seigneurie, le prieuré et organiser la nouvelle abbaye. Pour entourer le bourg de défenses, il doit demander la participation des habitants.
C'est en 1337, avec le troisième abbé, Guillaume Mitte que la construction de la grande église peut reprendre après un arrêt de plus de 47 ans, grâce à un legs de son frère Ponce Mitte qui a permis de terminer le chevet vers 1342. C'est ce qui explique le changement de style dans l'église à partir de l'arc triomphal. Toutes les maisons et commanderies de l'ordre vont participer au financement de la grande église de l'hôpital. Les efforts de financement du chapitre général sont encouragés par le pape Urbain V. L'abbé Ponce Mitte (1370-1374), neveu de Guillaume Mitte, construit le grand réfectoire.
La construction s'est poursuivie régulièrement sur toute la longueur de l'édifice vers la façade. Les travaux des deux dernières travées de la nef et les collatéraux sont réalisés entre 1343 et 1362. La quatrième travée de la nef est édifiée entre 1389 et 1417. En 1400 commence le voûtement de la nef.

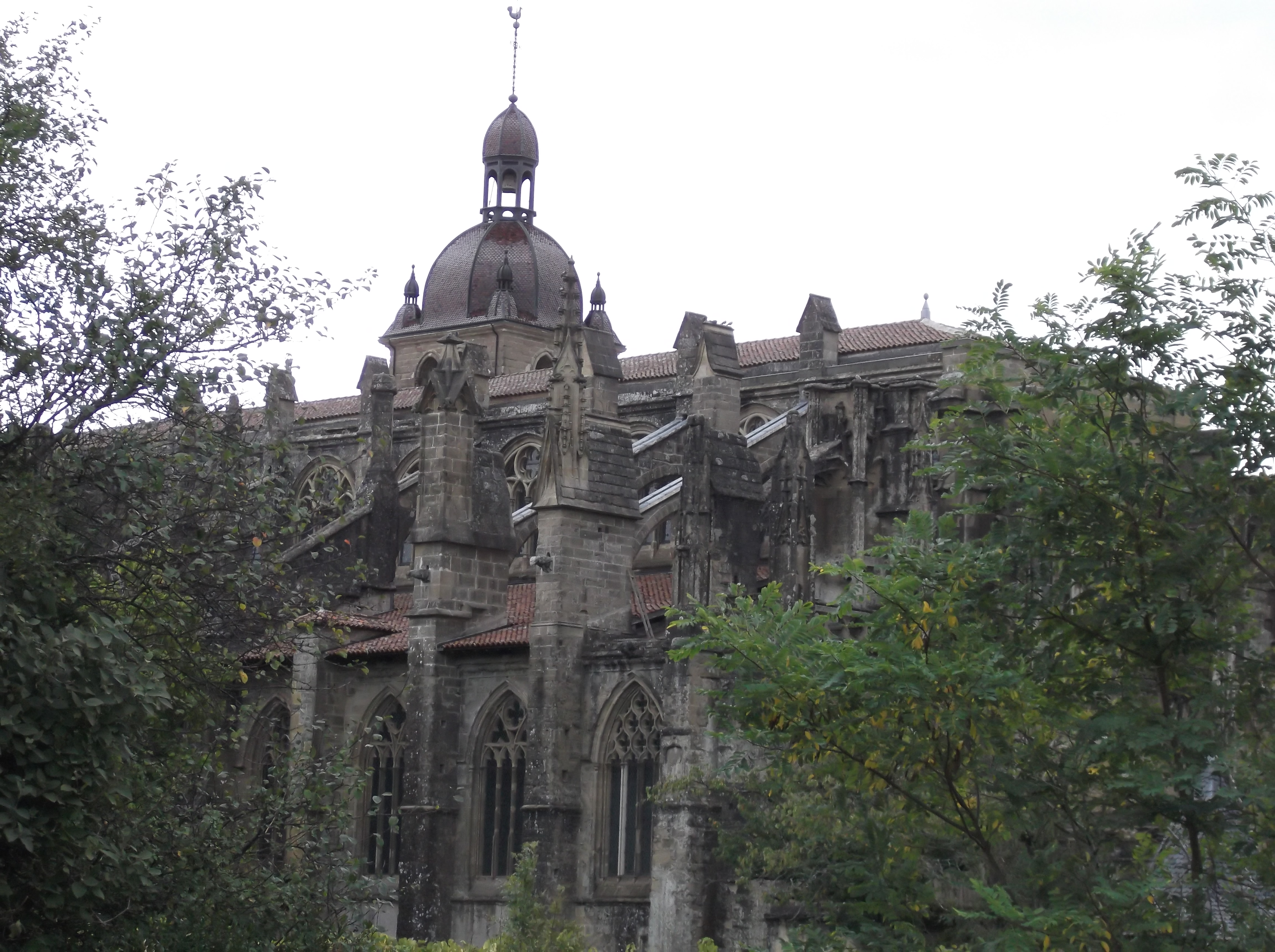
Église, contreforts et clocher vus depuis le cimetière.
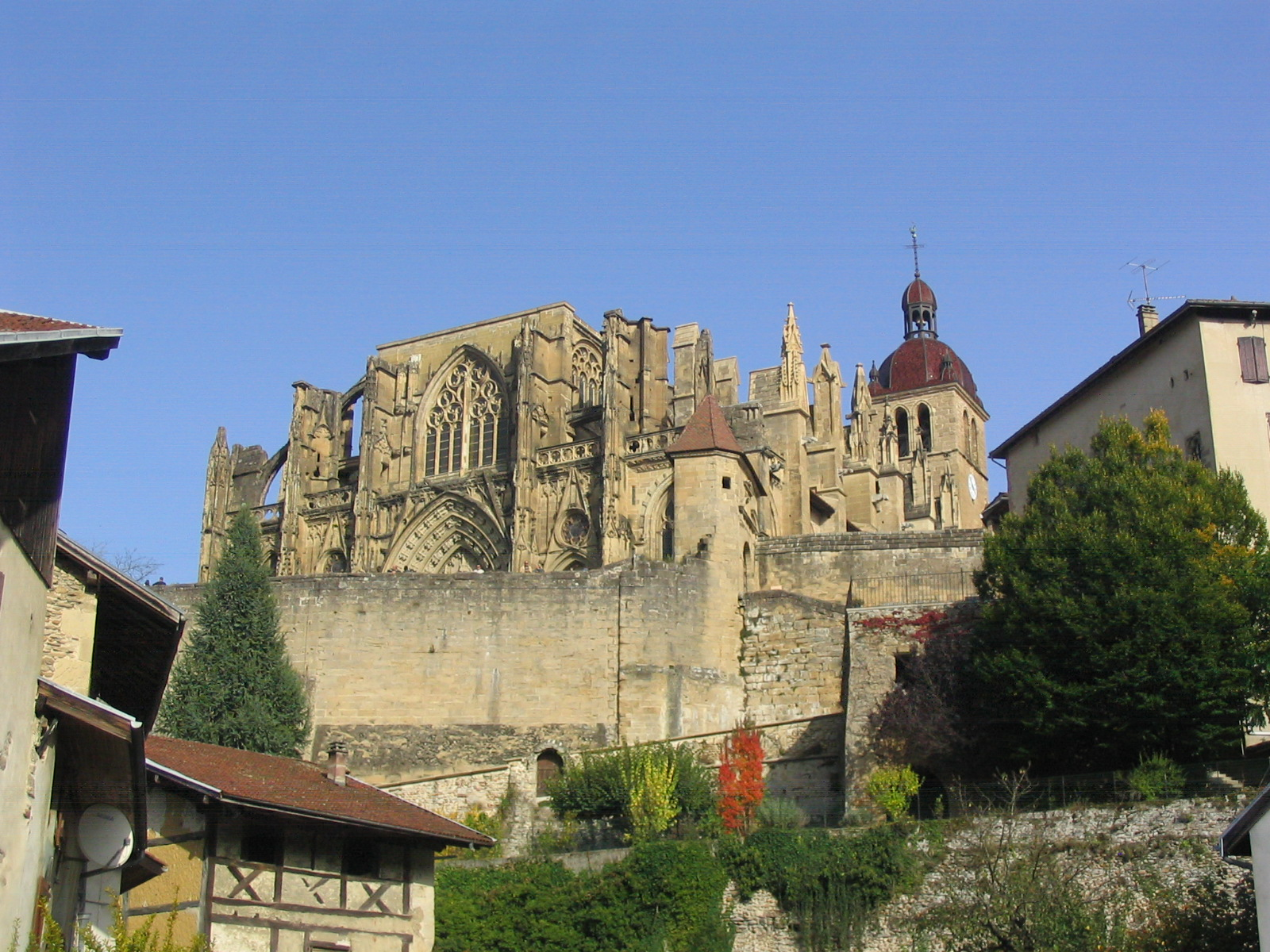
Le grand mur de soutènement devant le parvis de l'église.
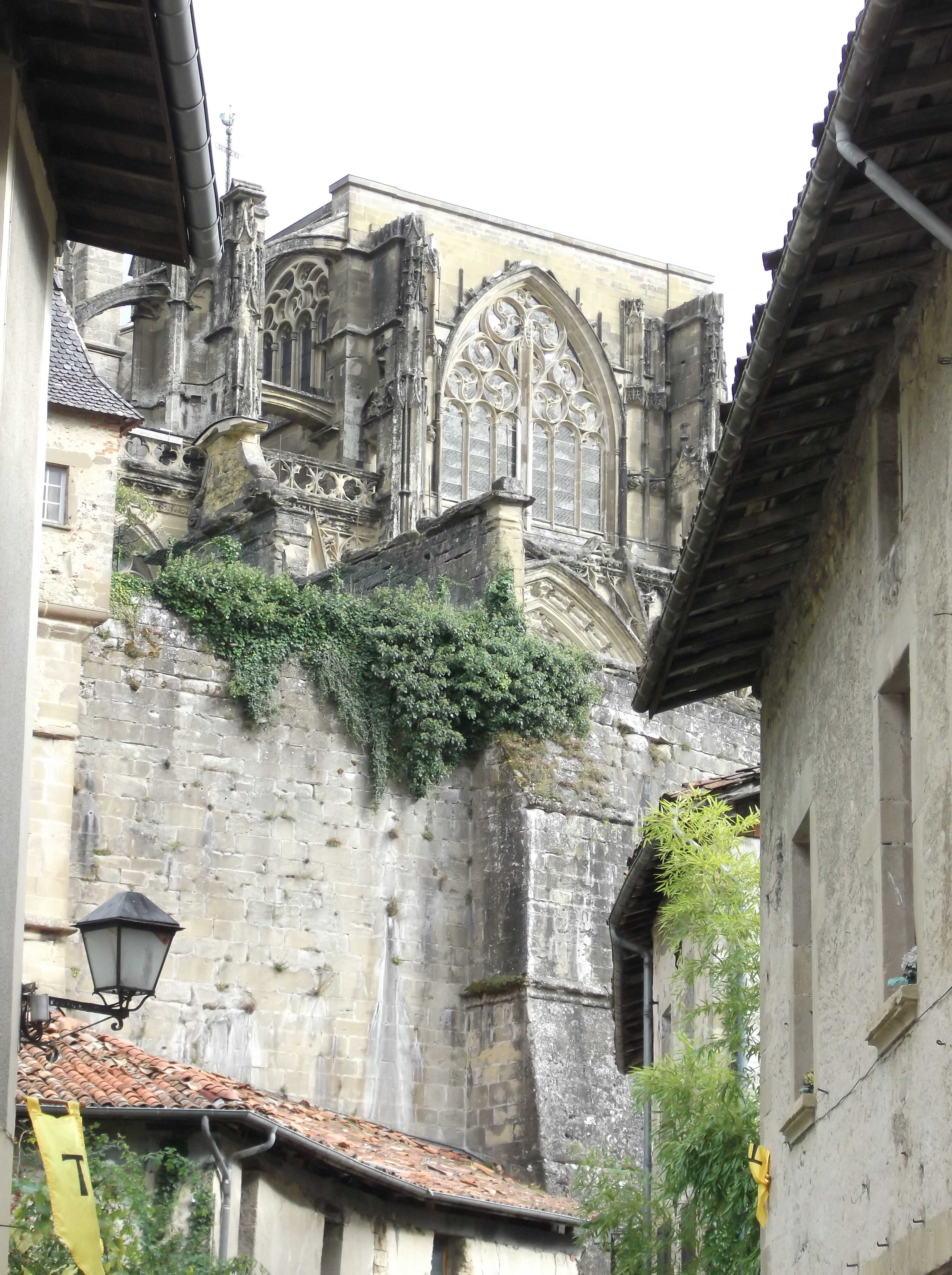
Le grand mur de soutènement et la façade occidentale.
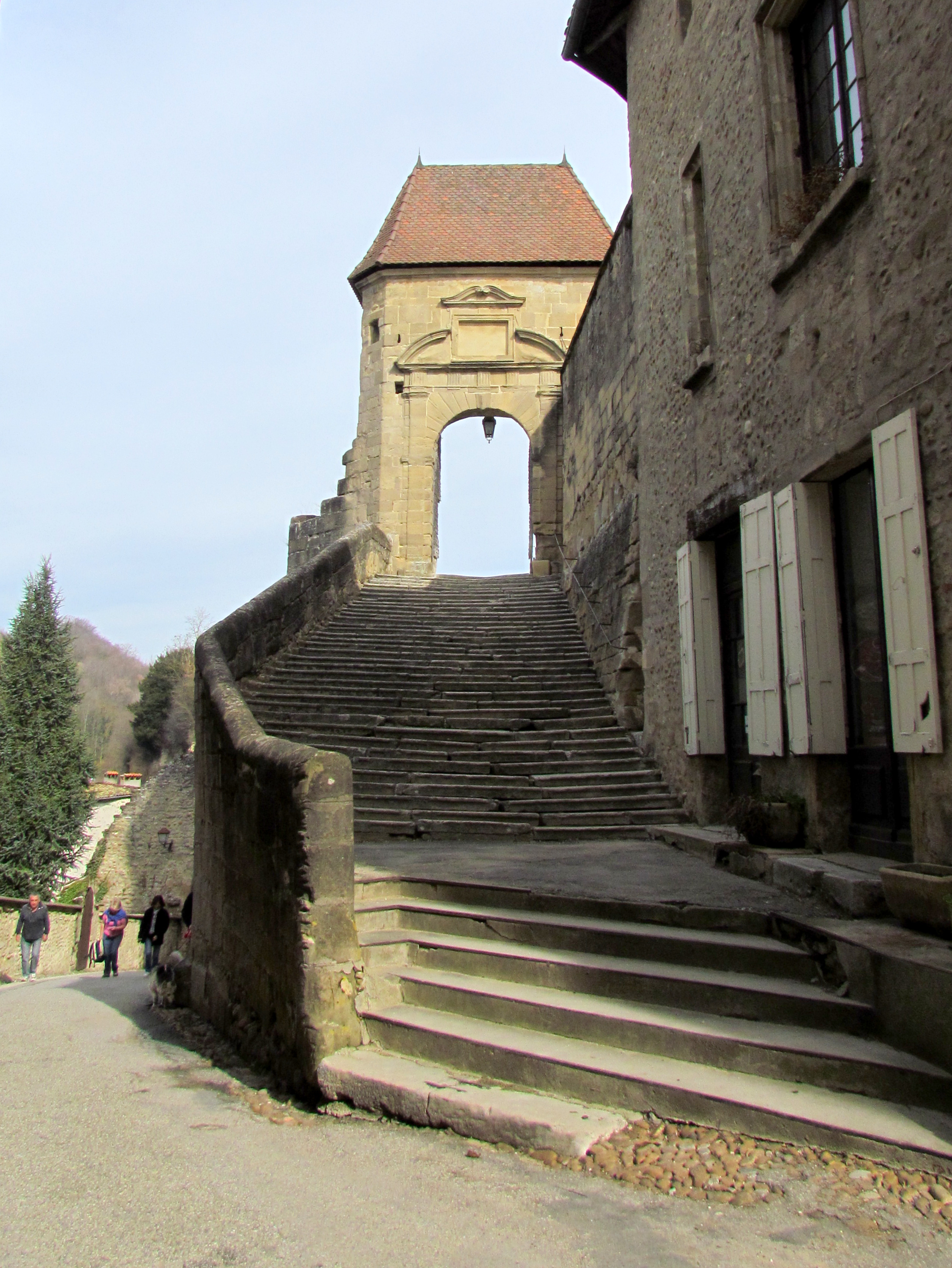
Le grand escalier menant au parvis avec la porte du XVIIe siècle.
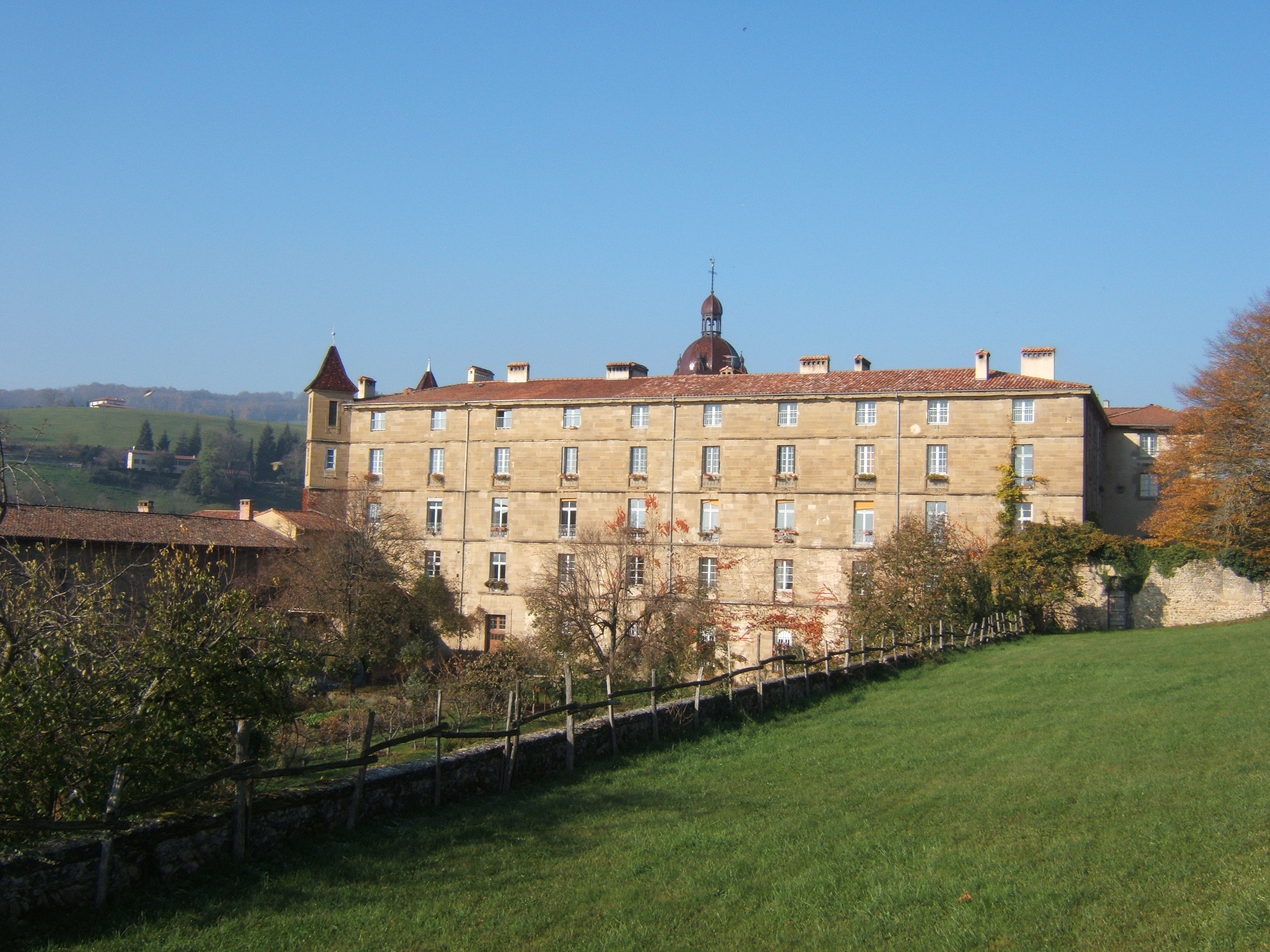
Professoir de l'Abbaye, aujourd'hui occupé par une communauté de l'Arche de Lanza del Vasto.
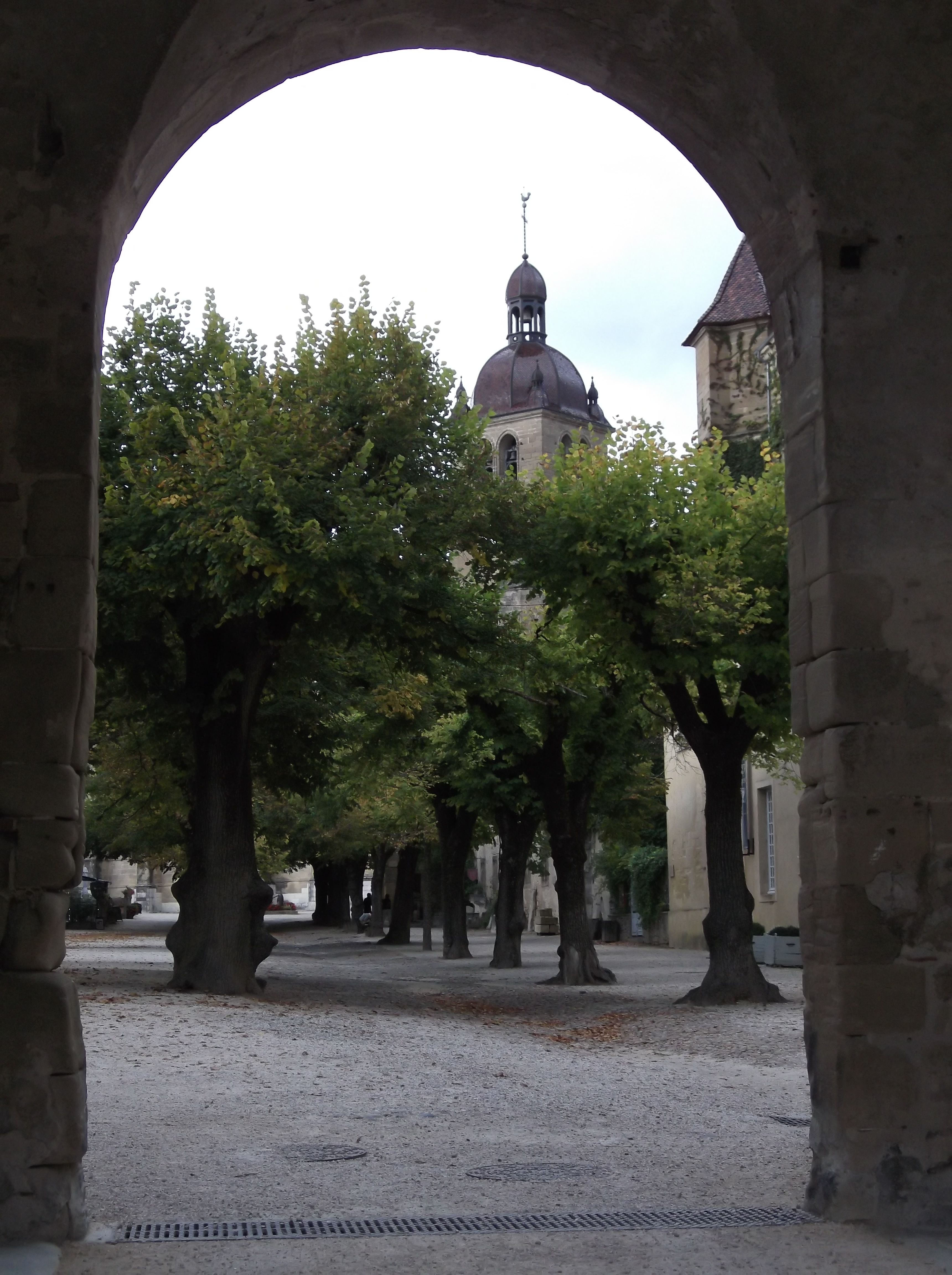
Clocher de l'église, grande cour, vue du portail principal.

Le grand mur de soutènement devant le parvis de l'église est élevé entre 1405 et 1410 signalant que les travaux de consolidation du terre-plein pour élever la façade. Il a été repris en sous-œuvre en 1604, puis prolongé vers l'ouest en 1710. Le grand escalier menant au parvis a été réparé en 1711.
Mgr Bellet a trouvé un document signalant en 1426 un certain « Maître Robin Favier, peintre citoyen d'Avignon et habitant de Saint-Antoine » sans pouvoir lui attribuer une peinture murale particulière dans l'église.
Comme toutes les églises du Dauphiné, l'abbatiale et l'église Notre-Dame de l'hôpital ont eu à subir des destructions pendant les guerres de Religion. Les bandes du baron des Adrets saccagèrent et pillèrent le trésor en mai-juin 1562, détruisirent la statuaire des portails et la châsse de saint Antoine.
L'occupation de 1567 a été plus grave car la toiture et le clocher ont été incendiés. L'ancienne toiture de tuiles vernissées a disparu ainsi que la flèche du clocher. La façade est décapitée et privée de son encadrement d'arcs-boutants. Les Protestants sont restés plus longtemps. Les nouvelles incursions qui ont lieu en 1580 et 1586 ont entraîné de nouveaux dégâts qui ont rendu l'abbaye inhabitable.
Les travaux de restauration commencèrent en 1593 par la toiture, puis par les fenêtres hautes en 1605. L'abbatiale est nettoyée. Dans son Histoire du Dauphiné rédigée en 1670, l'historien Nicolas Chorier signale que les murs avaient été badigeonnés quelques années plus tôt. Les murs des chapelles latérales ont été percées pour établir un couloir de circulation.
Au XVIIe siècle, l'effort a été fait sur la décoration de l'abbatiale. Les nouveaux bâtiments conventuels sont construits au XVIIe siècle.
L'abbé Nicolas Gasparini (1732-1747) constate qu'aucun novice français n'était entré dans l'abbaye entre 1744 et 1746. Aigri, il préféra donner sa démission. L'ordre n'attire plus. Son successeur va essayer de redonner un lustre à l'abbaye en développant l'étude des sciences, en en faisant une sorte d'académie où on formerait des théologiens, des littérateurs, des antiquaires et des artistes. En 1754, les boiseries de la nouvelle sacristie sont sculptées sous l'abbatiat d'Étienne Galland. Le cloître et le réfectoire sont démolis au XVIIIe siècle.
Les restaurations sont entreprises à partir de 1844 et pendant tout le XIXe siècle pour réparer des dégradations faites pendant la Révolution qui ont été moins néfastes que pendant les guerres de Religion. Elles ont essayé de rétablir un état antérieur aux dégâts des guerres de Religion. De nouveaux vitraux sont posés.

### Réunion de l'ordre hospitalier de Saint-Antoine avec l'ordre de Saint-Jean de Jérusalem
En 1766, Louis XV a créé la Commission des réguliers, une commission extraordinaire du conseil pour examiner les abus dans les ordres monastiques et proposer des moyens pour y remédier. Elle est composée de prélats et de conseillers d'État pour la mettre à l'abri des interventions des parlements. L'archevêque de Toulouse, le cardinal Loménie de Brienne, a été le plus influent dans la rédaction des édits de mars 1768 et février 1773,. En 1771, un chapitre général de l'ordre se tient dans l'abbaye chef-lieu en présence de Mgr Loménie de Brienne, en tant que commissaire du roi. L'archevêque a prévenu l'abbé général « que son Ordre ne pourrait subsister en aucun cas ». Le chapitre fit des représentations au roi qui restèrent sans réponse. Un nouvel arrêt du conseil, le 1er février 1774, demanda une nouvelle réunion du chapitre général au mois d'octobre suivant qui doit examiner les moyens de se rendre plus utile à l'Église et à l'État. Peu avant la réunion du chapitre général, l'abbé général des Antonins a reçu du grand maître de l'ordre de Saint-Jean de Jérusalem une invitation à se réunir à cet ordre. Le chapitre général du 25 octobre 1774 a accepté cette proposition et l'union est acceptée en 1775 après le consentement du pape et du roi et faite en 1777.
Les Hospitaliers ne séjournèrent pas longtemps à Saint-Antoine. Ils vendirent les bâtiments et les fonds qui ne leur étaient pas nécessaires. Ils confièrent à la ville les hôpitaux particuliers qui étaient administrés par les Antonins.
En 1787, des dames chanoinesses de l'ordre de Saint-Jean de Jérusalem venant de Tullins s'installèrent à Saint-Antoine. Elles vont assister au démantèlement des richesses de l'abbaye qu'elles doivent quitter en 1792. Les bâtiments conventuels sont vendus comme biens nationaux. Le trésor de l'abbaye est mis sous scellés et de nombreux objets d'art et des tableaux sont transportés à Grenoble. Il y est oublié, il a pu conserver un grand nombre de ses reliquaires et ses reliques comme la châsse de saint Antoine offerte en 1648 par Jean du Vache, baron de Châteauneuf d'Albenc.

### Classement au titre des monuments historiques
L'église abbatiale a été classée dès 1840 par Prosper Mérimée. L'abbaye a été classée dans sa totalité au titre des monuments historiques en 1981, le parvis de l'abbatiale avec son mur de soutènement, le portail monumental et le grand escalier ont été classés en 1993.

## Trésor de l'abbaye
Le trésor de l'abbaye de Saint-Antoine a été pillé pendant les guerres de religion par les huguenots. Il est reconstitué en partie aux XVIIe et XVIIIe siècles. Le trésor est mis sous scellés à la Révolution. Des tableaux ont été amenés à Grenoble, mais le reste est demeuré oublié. Il a pu conserver sans dommages une assez grande quantité de reliques et de reliquaires. Il comprend aujourd'hui 350 objets et mobiliers, dont des tableaux, des tapisseries, des reliquaires, des pièces d'orfèvrerie, des livres liturgiques.
L'inventaire de 1696 mentionnait 84 tableaux, dont 53 placés dans l'église et 31 dans les sacristies. Une petite dizaine sont des originaux, dont deux déposés au musée de Grenoble, les autres sont des copies de maîtres italiens.
Il y avait probablement deux bibliothèques à l'abbaye : la « grande » bibliothèque, la plus ancienne, décrite en 1717 par dom Martenne et dom Durand dans Voyage littéraire en France par deux Religieux Bénédictins, Dom Martenne et Dom Durand et la « petite » bibliothèque, celle relative au Catalogue des livres du cabinet de curiosités.
L'historien de l'ordre, Aymar Falco notait en 1534 la présence des ossements de plus de 80 saints dans l'abbatiale. Cela explique le grand nombre de reliquaires encore conservés.
La grande châsse de saint Antoine offerte en 1648 est placée sous le maître-autel. Le trésor renferme de nombreux ornements, chasubles et chapes du XVIIe et XVIIIe siècles, un Christ en ivoire, un calice en argent doré de la même époque.
Au XVIIIe siècle a été constitué un cabinet de curiosités par l'avant-dernier abbé, Étienne Galland, qui peut être rapproché de celui qui existait à l'abbaye Sainte-Geneviève de Paris. Elle contenait, entre autres, une collection égyptienne d’objets d’histoire naturelle, première collection égyptienne sur laquelle a travaillé Jean-François Champollion, en 1811 et 1812. Il a confié à Jacques Deschamps l'organisation des collections de l'abbaye. En 1752, il a constitué le Médailler de l'abbaye puis a rédigé le « Catalogue des médailles de l'abbaye de Saint-Antoine » en trois volumes, achevé en 1761. En 1777, les chanoines hospitaliers de Saint-Antoine ont donné l'intégralité de leur collection de médailles à la Bibliothèque municipale de Grenoble en enrichissant le fonds de son Cabinet des Antiques. Le cabinet de curiosités a été cédé le 25 septembre 1777 par le dernier abbé, Jean Marie Navarre, au cabinet d'histoire naturelle de Grenoble qui avait été fondé en 1773,.
Le trésor des Antonins peut être vu dans les sacristies de l'abbatiale ornées de boiseries Louis XV de noyer et de chêne de Hongrie.

## Le musée départemental
Le musée départemental de de Saint-Antoine-l'Abbaye a été installé dans l'ancien noviciat des XVIIe et XVIIIe siècles. Sur deux étages il présente l'exposition permanente : Chroniques d’une abbaye abordant tous les chapitres de l'histoire de l'abbaye en correspondance avec la société médiévale.
Le musée présente aussi des œuvres du peintre Jean Vinay (1907-1978) reçues en donation en 1980.

## Armoiries

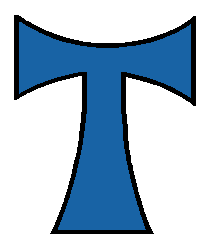
Croix de saint Antoine, symbole de l'ordre hospitalier de Saint-Antoine.

L'écusson donné en 1502 par l'empereur Maximilien.

Le tau, croix de saint Antoine est le symbole de l'ordre. Il a été adopté par le 4e grand maître, Guillaume Le Roux, vers 1160.
L'empereur Maximilien concède à l'abbaye l'aigle impérial par lettres patentes du 3 janvier 1502. L'ordre de Saint-Antoine devait porter pour armes : « un escusson en champ d'or à l'aigle éployée de sable, accolée d'une couronne et d'un collier d'or, chargée sur l'estomach d'un escusson pendant en champ d'or à la lettre T d'azur. L'escu timbré d'un haume d'or, ayant pour cimier une couronne de mesme du milieu de laquelle sort un aigle éployé de sable et diademé d'or ».

## Titres, propriétés et revenus
Fiefs
- Fief de Boussy-Saint-Antoine[21].

Moulins et maisons
- Moulin neuf de Boussy-Saint-Antoine, de ce moulin, appartenant à l'abbé de Saint-Antoine de Viennois,

seigneur de Boussy, moyennant trente-quatre setiers de blé moulu par an. Prise à bail pour six ans par Jean Sanxon, meunier au dit moulin.
- Prise à bail par Jean  Rémoys, charpentier de la grande cognée à Boussy-Saint-Antoine, d'une maison en ce lieu, appartenant au seigneur de Boussy, Antoine de Brion, abbé de Saint-Antoine de Viennois, commandeur de Saint-Antoine de Paris, moyennant paiement des cens dont ce bien est chargé[23].

### Références

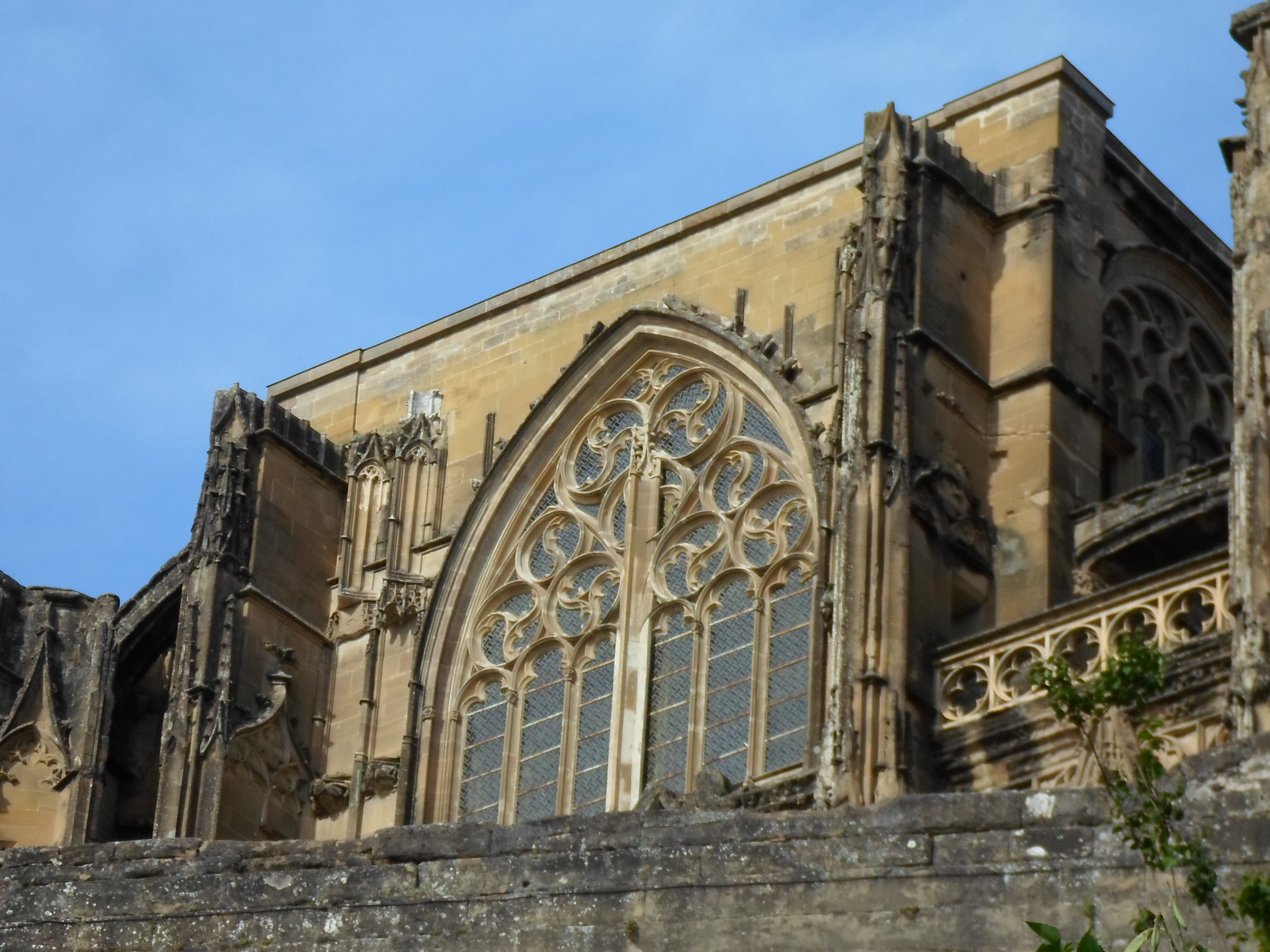
Façade occidentale de l'église.

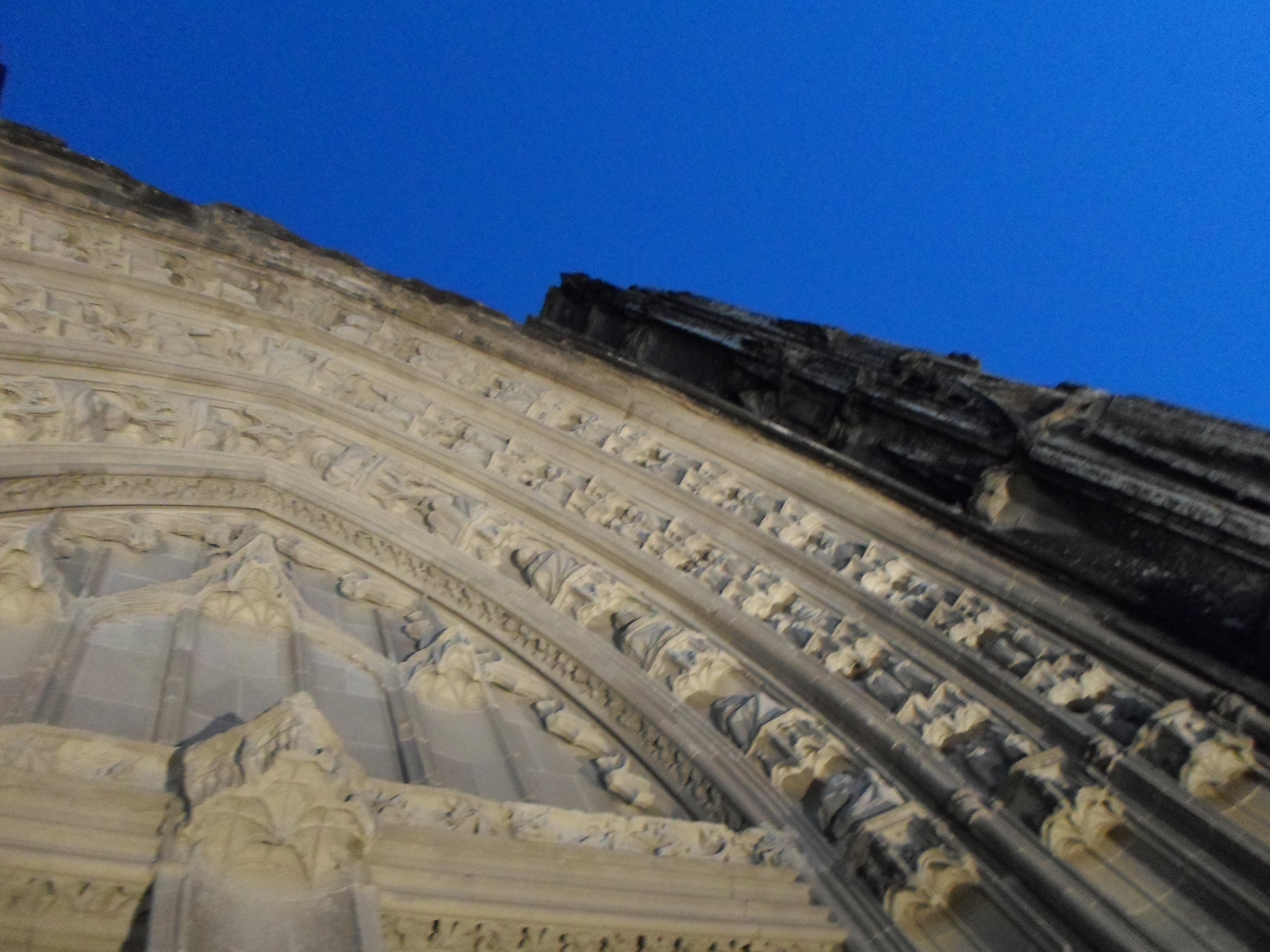
Façade occidentale de l'église, de nuit.

### Articles connexes

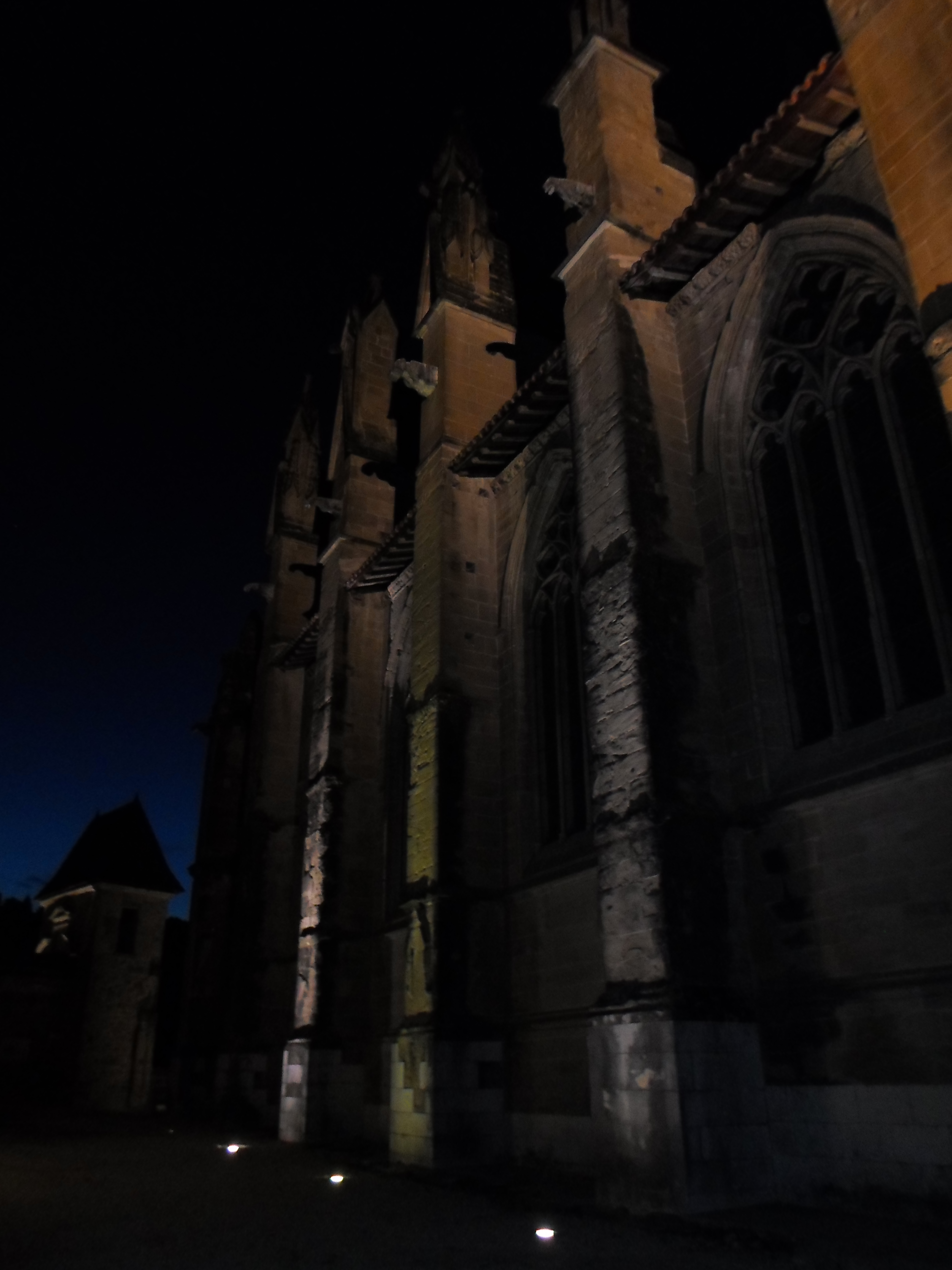
Contrefort de l'église, de nuit.